# Zajdal
Zajdal (arab. زيدل) – wieś w Syrii, w muhafazie Hims. W 2004 roku liczyła 5710 mieszkańców.

## Urodzeni
- Philippe Barakat - biskup syryjskokatolicki.